# 2021年大洋路公开赛
2021年大洋路公开赛是2021年ATP巡回赛赛事之一，这是2021年墨尔本夏季系列赛的六项赛事之一。该赛事在澳大利亚墨尔本室外硬地球场举行。它是作为2021年澳大利亚网球公开赛的预备赛而组织的，并且在澳网比赛场地进行。由于2019冠状病毒病疫情，往年的澳网系列赛被取消，改为墨尔本夏季系列赛。该赛事与2021年墨累河公开赛以及2021年ATP杯同时进行。

## 积分和奖金

### 积分
| 类型 | 冠军 | 亚军 | 半决赛 | QF | 16强 | 32强 | 64强   |
| 单打 | 250  | 150  | 90     | 45 | 20   | 10   | 0      |
| 双打 | 250  | 150  | 90     | 45 | 20   | 0    | 不適用 |

### 奖金
| 类型  | 冠军     | 亚军     | 半决赛   | QF      | 16强    | 32强    | 64强    |
| 单打  | $ 19,500 | $ 13,255 | $ 10,000 | $ 7,400 | $ 5,500 | $ 4,000 | $ 2,500 |
| 双打* | $ 7,200  | $ 5,760  | $ 4,560  | $ 3,360 | $ 2,160 | $ 1,200 | 不適用  |

*每位队员

## 男子单打正赛签表

### 种子
| 国家       | 球员                  | 排名1 | 种子 |
| ---------- | --------------------- | ----- | ---- |
| 比利时     | 大卫·戈芬             | 14    | 1个  |
| 俄羅斯     | 卡伦·卡恰诺夫         | 20    | 2个  |
| 波蘭       | 休伯特·胡尔卡奇       | 29    | 3    |
| 義大利     | 詹尼克·辛纳           | 36    | 4    |
|            | 尼古洛兹·巴西拉什维利 | 39    | 5    |
| 美国       | 瑞利·奧普卡           | 40    | 6    |
| 塞爾維亞   | 米奥米尔·凯茨马诺维奇 | 42    | 7    |
|            | 亞歷山大·巴伯里克     | 45    | 8    |
| 美国       | 丹尼斯·桑德格伦       | 50    | 9    |
| 美国       | 薩姆·奎里             | 51    | 10   |
|            | 乔丹·汤普森           | 52    | 11   |
| 塞爾維亞   | 拉斯洛·捷雷           | 56    | 12   |
| 斯洛維尼亞 | 阿爾亞·貝德尼         | 58    | 13   |
| 西班牙     | 巴勃羅·安杜哈爾       | 59    | 14   |
| 加拿大     | 瓦謝克·波斯皮西爾     | 61    | 15   |
| 西班牙     | 费利西亚诺·洛佩斯     | 63    | 16   |

- 1排名截至2021年1月25日

### 其他参赛者
以下球员获得赛事主办方颁发的外卡：
- 馬克斯·普塞爾
- 特里斯坦·斯库尔凯特
- 約翰-派屈克·史密斯
- 戴恩·斯威尼

以下球员已经使用排名保护或者特殊排名直接进入正赛：
- 卢彦勋
- 卡米尔·迈赫扎克

以下球员作为替补选手获得了参赛资格：
- 馬修·伊布登
- 托马斯·范库特
- 南智星

### 退赛
比赛前
- 達米爾·德祖赫 → 替换为  馬修·伊布登
- 凱爾·埃德蒙 → 替换为  吉安卢卡·马格（英语：Gianluca Mager）
- 克里斯蒂安·加林 → 替换为  内山靖崇
- 約翰·伊斯內爾 → 替换为  安德烈亞斯·塞皮
- 伊利亞·伊華舒卡 → 替换为  南智星
- 斯蒂夫·約翰遜 → 替换为  卡米尔·迈赫扎克
- 瓦謝克·波斯皮西爾 → 替换为  托马斯·范库特

- 阿提拉·巴拉兹（英语：Attila Balázs）

## 男子双打正赛签表

### 种子
| 国籍     | 球员                   | 国籍     | 球员              | 排名1 | 种子 |
| -------- | ---------------------- | -------- | ----------------- | ----- | ---- |
| 哥伦比亚 | 胡安·塞巴斯蒂安·卡瓦尔 | 哥伦比亚 | 罗伯特·法拉赫     | 3     | 1    |
| 英國     | 傑米·穆雷              | 巴西     | 布魯諾·蘇雷斯     | 30    | 2    |
|          | 伊万·多迪格            | 斯洛伐克 | 菲利普·波拉塞克   | 33    | 3    |
| 法國     | 皮埃尔-于格·埃贝尔     | 芬兰     | 亨利·孔蒂寧       | 56    | 4    |
| 新西兰   | 馬庫斯·丹尼爾          | 新西兰   | 邁克爾·維納斯     | 58    | 5    |
| 薩爾瓦多 | 马塞洛·阿雷瓦洛        | 荷蘭     | 马特维·米德尔库普 | 97    | 6    |
| 英國     | 卢克·班布里奇          | 英國     | 多米尼克·英格洛特 | 122   | 7    |
|          | 亞歷山大·巴伯里克      |          | 安德烈·戈盧別夫   | 178   | 8    |

- 排名截至2021年1月25日。

### 其他参赛者
以下球员已经使用排名保护或者特殊排名直接进入正赛：
- 羅賓·哈塞 /  薩姆·奎里
- 克里斯托弗·奧康奈爾 /  亚历山大·武基奇

以下球员作为替补选手获得了参赛资格：
- 羅伯托·卡巴列羅·巴耶納 /  巴勃羅·奎瓦斯
- 特里斯坦·斯库尔凯特 /  戴恩·斯威尼

### 退赛
比赛前
- 羅賓·哈塞 /  奧利弗·馬拉克 → replaced by  斯科特·普德齐纳斯 /  卡鲁姆·普特吉尔
- 斯蒂夫·約翰遜 /  薩姆·奎里 → replaced by  羅伯托·卡巴列羅·巴耶納 /  巴勃羅·奎瓦斯
- 瑞利·奧普卡 /  瓦謝克·波斯皮西爾 → replaced by  特里斯坦·斯库尔凯特 /  戴恩·斯威尼

比赛期间
- 休伯特·胡尔卡奇 /  扬尼克·辛纳
- 米奥米尔·凯茨曼诺维奇 /  卡倫·哈查諾夫
- 馬克斯·普塞爾 /  喬丹·湯普森

- 尼科洛茲·巴西拉什威利 /  安德烈·碧加文
- 特里斯坦·斯库尔凯特 /  戴恩·斯威尼

## 冠军

### 单打
- 扬尼克·辛纳 击败   斯蒂法諾·特拉瓦利亞, 7–6(7–4), 6–4

### 双打
- 傑米·穆雷 /  布魯諾·蘇雷斯 击败   胡安·塞巴斯蒂安·卡瓦尔
 罗伯特·法拉赫, 6–3, 7–6(9–7)